# Association sportive des forces armées nigériennes
L'Association Sportive des Forces Armées Nigériennes est une association sportive composée de plusieurs sections. Cet article ne traite que de la section football.

## Palmarès
- Coupe de l'UFOA (1)
  - Vainqueur : 1996

- Championnat du Niger (6)
  - Champion : 1971, 1975, 2010, 2016, 2017, 2025

- Coupe du Niger (4)
  - Vainqueur : 1995, 2009, 2010, 2024
- Supercoupe du Niger (2)
  - Vainqueur : 2010 et 2016
  - Finaliste : 2017